# Screamer
Screamer (także jump scare) – rodzaj animacji, filmu lub aplikacji stworzonej specjalnie po to, aby przestraszyć widza. Pierwsze screamery pojawiły się około 2002 roku.
Pierwsze screamery pojawiły się w horrorach (Jump scare), które miały na celu przestraszenie skupionego widza.
Z pozoru screamery przypominają proste gry-zabawy typu „znajdź 10 różnic” lub też są filmami, które wymagają skupienia przez użytkownika. Często w tle słychać cichy dźwięk lub piosenkę, co ma nakłonić widza, aby zwiększył głośność. Po kilku chwilach wyświetla się nieprzyjemna lub krwawa fotografia oraz głośny dźwięk.
Jednym z popularniejszych screamerów jest gra Scary Maze Game stworzona przez Jeremy’ego Winterrowda. W Scary Maze Game gracz ma za zadanie pokonać labirynt, nie dotykając ścian. W przypadku dotknięcia ściany na poziomie pierwszym i drugim, rozpoczyna grę od początku. Na trzecim poziomie niezależnie do tego, czy dotknie ściany czy przejdzie poziom, zobaczy zdjęcie Regan MacNeil z filmu Egzorcysta oraz usłyszy krzyk. W internecie pojawiło się wiele filmów na YouTube, które pokazują reakcję graczy po zobaczeniu zdjęcia.